# Acoelomata
— non classé —
Ne doit pas être confondu avec Acoelomorpha.
Un animal acœlomate (ou acélomate) se caractérise par l'absence de cœlome et donc des organes internes dérivant du mésoderme. On parle alors d'une cavité blastocoelienne.
Les acœlomés ou acoelomates (Acoelomata) étaient considérés comme les plus « primitifs » des groupes de bilatériens. Toutefois, les études phylogénétiques modernes basées sur l'analyse de l'ARN 18S ont montré que ce caractère ne reflète pas leur ancienneté mais qu'ils s'agit, comme les Pseudocœlomates, de cœlomates protostomiens qui se sont par la suite simplifiés,.
La question reste donc ouverte de savoir si l'évolution a fait passer les animaux directement du type Radiata au type bilatérien cœlomate sans passer par un stade acœlomate plus simple ou si ces animaux ont existé mais ont totalement disparu de nos jours.
Deux embranchements seulement étaient classés parmi les Acœlomata :
- les plathelminthes ou platodes ou vers plats et
- les némertiens ou vers rubanés.

Chez ces animaux, le système digestif est très simple et ne comporte qu'un seul orifice ; l'absorption de nourriture se fait principalement à travers la peau. Ils présentent également une symétrie bilatérale de l'organisme.
Ces animaux font partie des triploblastiques, c'est-à-dire que leur embryon possède trois feuillets embryonnaires. Le troisième feuillet, le mésoderme, a dans ce cas permis l'apparition des muscles, qui se traduit par une locomotion autonome et une concentration des organes sensoriels à l'avant du corps (en d'autres termes, la céphalisation).
Ces groupes d'animaux comportent beaucoup d'espèces parasites et sont à l'origine de nombreuses maladies, souvent mortelles comme le ver solitaire, la douve du foie, la schistosomiase, la bilharziose ou l'onchocercose (cécité des rivières).